# Malagasacris strateia
Malagasacris strateia är en insektsart som beskrevs av Rehn, J.A.G. 1944. Malagasacris strateia ingår i släktet Malagasacris och familjen gräshoppor. Inga underarter finns listade i Catalogue of Life.